# Енджі Бейнбрідж
Енджі Бейнбрідж  (англ. Angie Bainbridge, 16 жовтня 1989) — австралійська плавчиня, олімпійка.

## Виступи на Олімпіадах
| Олімпіада   | Дисципліна                                   | Місце  |
| ----------- | -------------------------------------------- | ------ |
| Пекін 2008  | естафета 4x200 метрів вільним стилем (жінки) | Золото |
| Лондон 2012 | естафета 4x200 метрів вільним стилем (жінки) | Срібло |